# ロベール兄弟

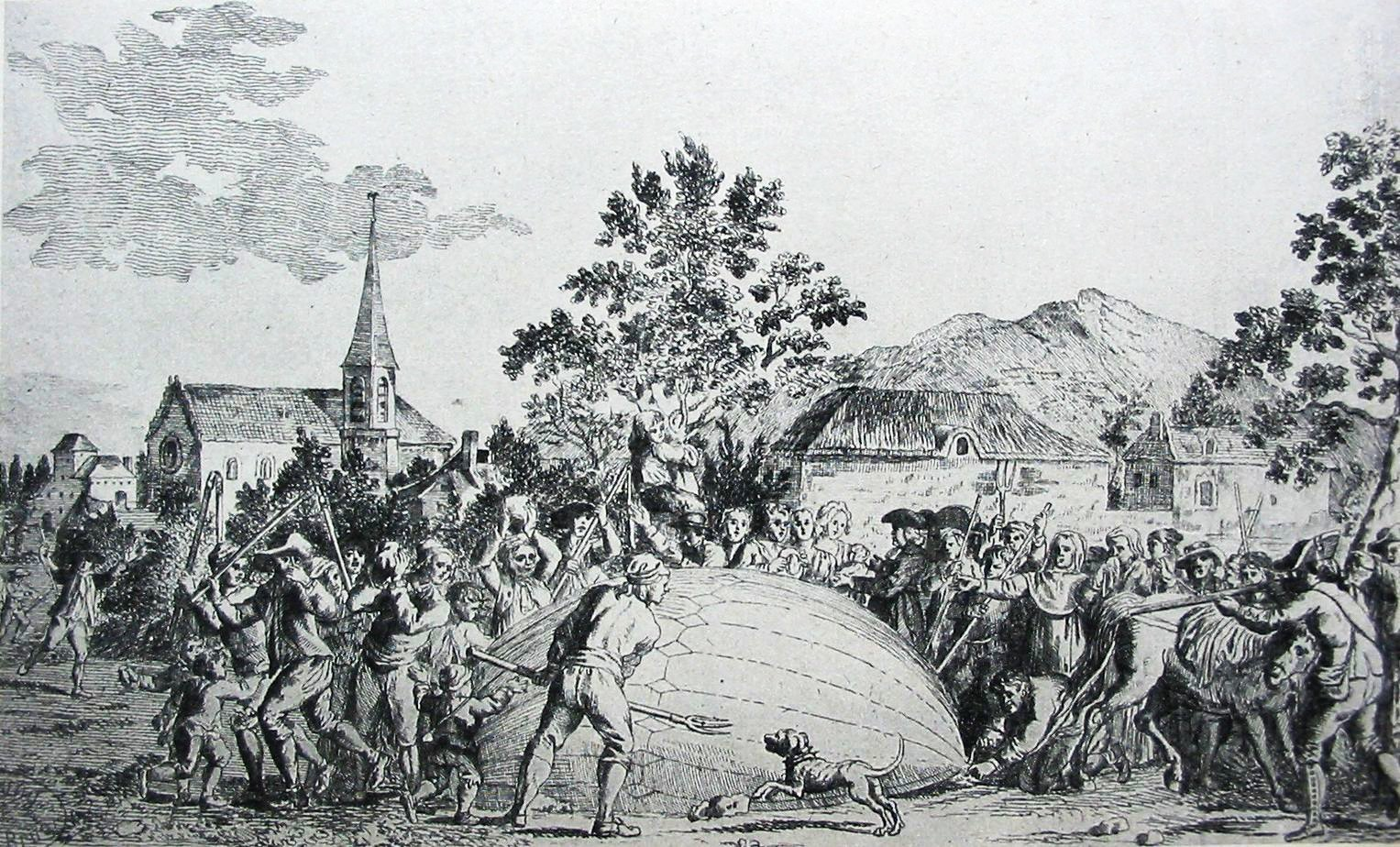
ゴネスの村人たちが気球を恐れ、ジャック・シャルルとロベール兄弟が作った気球を襲撃する様子

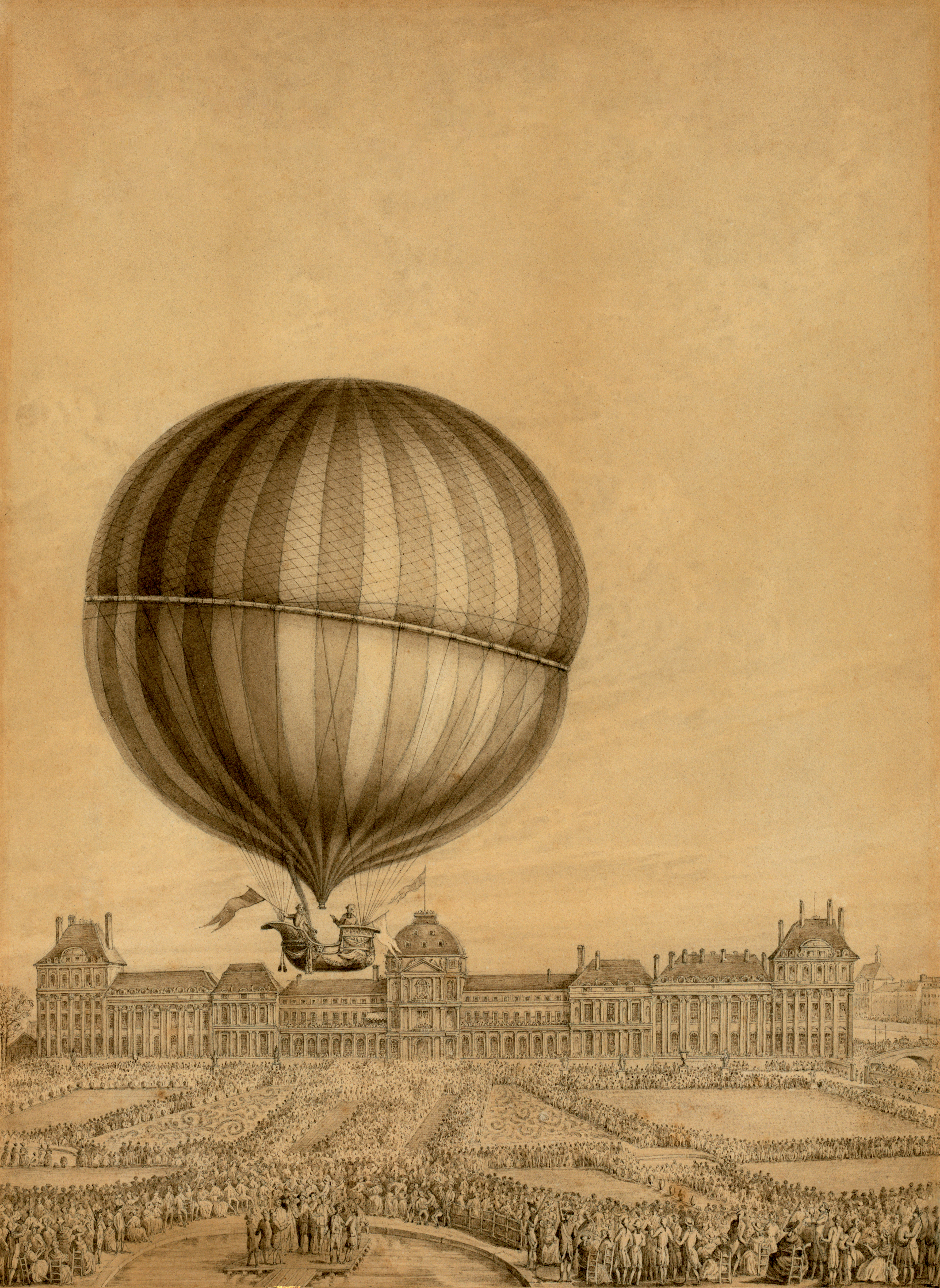
1783年の最初の有人飛行を描いた絵

アン＝ジャン・ロベール（Anne-Jean Robert 、1758年-1820年）とニコラ＝ルイ・ロベール（Nicolas-Louis Robert 、1760年-1820年）の兄弟は、フランスの気球のパイオニアである。ジャック・シャルルのもとで水素気球製作のエンジニアを務め、弟のニコラ・ルイ・ロベールは1783年12月1日、シャルルとともに2時間5分の水素気球による最初の飛行を行った。気圧計、温度計を製作し、初めて空中で気象観測を行なった。その後も人力で操縦できる気球の改造に務め、1784年9月には兄弟でパリからバーヴリーまでの186kmの飛行を行い、これは史上初めて100kmを超える飛行となった。
ロベール兄弟はパリのPlace des Victoiresの熟練した技術者で、ジャック・シャルルの最初の水素気球の製作のために働いた。シャルルの設計に従って、軽くて機密性のよい気嚢の製作方法を開発した。絹の布にゴムをコーティングする方法を開発し、赤と白の布で作られた気嚢はゴムを含浸することによって赤と黄色の気球になった。
最初の35m3の水素気球は9kgの積載能力しかなかったが、1783年8月27日に、ベンジャミン・フランクリンなどの人物を含む多くの見物人見守るなかで飛行が行われた。500kgほどの鉄屑に250kgの硫酸を反応させて作られた水素を気嚢につめる作業は困難を極めた。気球は45分北に飛行し、馬で追跡が行われたが、21km飛行したゴネスに降下し、見慣れぬ気球に恐怖に見舞われた住民によって、鋤やナイフで突かれて壊された。
1783年12月1日、380m3の気球によって、シャルルとニコラ・ルイ・ベルナールの乗った有人気球の飛行が、貴族たちを含む多くの見物人の中で行われた。網でつるされたバスケットが設けられ、水素の開放弁が取り付けられ、砂袋で浮力を調整するようにした。550mの高度まで上昇し、36kmを飛行し、2時間5分後の冬の早い夕暮れ時に降下した。追跡隊が、シャルルとローベルが降りるのを保持した。シャルルはもう一度飛行することにし、水素が少なくなっていたので一人で搭乗し、再び上昇し3000mほどに達した。シャルルは耳の痛みを覚え、水素を放出して3km飛行したところで降下した。これ以後、シャルルは気球に乗ることはなかった。
この飛行は400,000人が目撃し、何百人もが気球の製造に資金を拠出し、特別席で出発を見る権利を得た。特別席で見た人々の中にはアメリカの外交団としてフランスにいたベンジャミン・フランクリンがおり、シャルルの好意で、天候観測用の風船を上げる役をになった、ジョセフ・モンゴルフィエもいた。この飛行はモンゴルフィエ兄弟の熱気球で、ピエール・ロジェらの飛行から10日後の飛行であった。
シャルルとロベール兄弟の次のプロジェクトはジャン＝バティスト・ムーニエの提案による人力で操縦可能な飛行船の開発であった。1784年7月15日にM. Collin-Hulliとオルレアン公、ルイ・フィリップ2世を同乗させて、オールを取り付けた飛行船で45分の飛行を行ったが、オールは役にたたないことが示された。
1784年9月19日にロベール兄弟とM. Collin-Hulliはパリからバーヴリー（Beuvry）までの186kmを6時間40分の飛行を行い、史上初めて100kmを越える飛行を行った。